# 愛知FC
愛知FC（愛知FC：愛知フットボールクラブ）は、愛知県名古屋市を本拠地として活動するサッカーのクラブチームである。ユースからは中西哲生、矢野隼人、斎藤大輔をはじめとするJリーガーを輩出。
ジュニア・ジュニアユースは県内ではトップクラスの実力を持つ（ジュニアユースは愛知FC、愛知FC庄内、愛知FC一宮と3チームあり）。
ユース（U-18）は愛知県2種（高校）のなかで強豪として君臨しており、Jユースカップにも地域代表として何度も出場している。
県強豪校が多くの部員を抱えるなか、愛知FCは少人数で全体練習（練習場：テラスポ鶴舞）も週2～3日のみという高校部活動とは異なる環境で活動するチーム。

## 歴史
- 1979年、ユースチーム発足
- 1982年、ジュニアユースチーム発足
- 1982年、ユース：クラブユース選手権(U-18)大会 優勝
- 1987年、ジュニアチーム発足
- 2003年、ジュニア：全日本少年サッカー大会3位
- 2004年、ジュニア：全日本少年サッカー大会3位
- 2004年、社会人：全国クラブチームサッカー選手権大会全国制覇
- 2005年、ユース：2005 Jユースカップ　全国大会出場
- 2006年、ジュニア：全日本少年サッカー大会ベスト8
- 2006年、ユース：2006Ｊユースカップ　全国大会出場
- 2007年、社会人：全国クラブチームサッカー選手権大会東海大会 優勝
- 2007年、ユース：2007Ｊユースカップ　全国大会出場
- 2008年、社会人：全国クラブチームサッカー選手権大会全国大会 準優勝 (決勝：S.C.相模原2-0愛知FC)
- 2008年、ジュニアユース（愛知FC）：日本クラブユースサッカー選手権（U-15）　全国大会出場
- 2012年、ユース：2012Ｊユースカップ　全国大会出場
- 2013年、ユース：2013Ｊユースカップ　全国大会出場
- 2016年、ユース：2016Ｊユースカップ　全国大会出場
- 2017年、ユース：2017Ｊユースカップ　全国大会出場
- 2018年、ジュニアユース（愛知FC）：日本クラブユースサッカー選手権（U-15）　全国大会出場
- 2019年、ユース：2019Jユースカップ　全国大会出場
- 2023年、ユース：日本クラブユースサッカー選手権 (U-18)Town Club CUP　優勝

## 愛知県高円宮杯U-18サッカーリーグ戦績
愛知FCユース　
| 年度 | 所属      | 順位     |
| 2003 | 愛知県1部 | 1位（*） |
| 2004 | 愛知県1部 | 3位      |
| 2005 | 愛知県1部 | 5位      |
| 2006 | 愛知県1部 | 5位      |
| 2007 | 愛知県1部 | 8位      |
| 2008 | 愛知県1部 | 10位     |
| 2009 | 愛知県2部 | 2位      |
| 2010 | 愛知県1部 | 7位      |
| 2011 | 愛知県1部 | 9位      |
| 2012 | 愛知県2部 | 6位      |
| 2013 | 愛知県2部 | 6位      |
| 2014 | 愛知県2部 | 9位      |
| 2015 | 愛知県3部 | 1位      |
| 2016 | 愛知県2部 | 2位      |
| 2017 | 愛知県1部 | 10位     |
| 2018 | 愛知県2部 | 2位      |
| 2019 | 愛知県1部 | 8位      |
| 2020 | 愛知県1部 | 9位      |
| 2021 | 愛知県1部 | 4位      |
| 2022 | 愛知県1部 | 3位      |
| 2023 | 愛知県1部 | 5位      |
| 2024 | 愛知県1部 | 7位      |
| 2025 | 愛知県1部 |          |

（*）プリンスリーグ東海参入戦で暁高校（三重県）に敗退
愛知FCユース 2nd
| 年度 | 所属          | 順位 |
| ---- | ------------- | ---- |
| 2010 | 名古屋        | 3位  |
| 2011 | 名古屋        | 1位  |
| 2012 | 名古屋地区2部 | 6位  |
| 2013 | 名古屋地区2部 | 6位  |
| 2014 | 名古屋地区2部 | 7位  |
| 2015 | 名古屋地区2部 | 4位  |
| 2016 | 名古屋地区1部 | 1位  |
| 2017 | 愛知県4部     | 5位  |
| 2018 | 愛知県4部     | 2位  |
| 2019 | 愛知県3部     | 8位  |
| 2020 | 愛知県3部     | 3位  |
| 2021 | 愛知県3部     | 7位  |
| 2022 | 愛知県3部     | 4位  |
| 2023 | 愛知県3部     | 7位  |
| 2024 | 愛知県3部     | 16位 |
| 2025 | 愛知県4部     |      |

## クラブOB Jリーガー（Jrユース出身者含む）
- 中西哲生（名古屋グランパス→川崎フロンターレ）
- 山尾光則（名古屋グランパス→ヴァンフォーレ甲府 他）
- 斎藤大輔（ガンバ大阪→セレッソ大阪 他）
- 矢野隼人（ヴェルディ川崎→ヴァンフォーレ甲府）
- 伊藤優汰（京都サンガF.C.→アルビレックス新潟 他）
- 大南拓磨（ジュビロ磐田→柏レイソル）
- 山口和樹（湘南ベルマーレ→FC琉球 他）
- アピアタウィア久（京都サンガF.C.）
- 丹羽一陽（ヴァンラーレ八戸→栃木シティFC）
- 住田将（松本山雅FC）
- 大森大地（アルビレックス新潟シンガポール）